# أشلي بروير
أشلي بروير (بالإنجليزية: Ashleigh Brewer)‏ هي ممثلة أسترالية، ولدت في 9 ديسمبر 1990 في بريزبان في أستراليا.

## وصلات خارجية
- أشلي بروير على موقع IMDb (الإنجليزية)
- أشلي بروير على موقع قاعدة بيانات الفيلم (الإنجليزية)